# Трансформизм
Трансформи́зм — учение о непрерывном изменении видов животного и растительного царств и о происхождении форм органического мира от одной или нескольких простейших форм.

## Периоды учения
Трансформизм, как учение о происхождении организмов друг от друга путём векового видоизменения есть частное применение к органическому миру общей идеи эволюции или постепенного развития и осложнения всего существующего, претерпел в своей истории несколько периодов.  

### Классический период
Учение о видоизменяемости видов неоднократно всплывало в классическую эпоху, но источником своим имело не сравнение ныне существующих форм, а скорее недостаточно прочное и точное установление самого понятия о виде. Иногда, впрочем, это учение являлось и на почве отвлечённых философских соображений, но все-таки оставалось неясно формулированным и совершенно необоснованным фактически. Если прибавить к нему общую примитивность представлений о природе того в то время, то станет понятным, почему трансформистские воззрения классического мира кажутся столь наивными, почти детскими.

### Средневековый период
Удержал из предыдущего только то, что было наиболее наивным и сказочным, без философской подкладки трансформистских воззрений. Даже в XVII веке Дюре, Боннами, Кирхер повествовали всевозможные небылицы на этот счет. Так, Дюре рассказывал и даже наглядно изображал, как листья одного и того же дерева превращаются то в рыб, то в птиц, смотря по тому, попадали ли на сушу или в воду. Следы эволюционного учения видны были также у тех отцов церкви, которые более философски смотрели на мир, как блаженный Августин, и те же следы идеи единства миров неорганического, растительного, животного и человека, у арабов, например, у Авемпаса (Ибн-Бадиа), а равно видим ясно идею преемственности форм у Аверроэса. Однако, в конце XVI в. Бруно учил, что божество не есть что-либо отдельное от мира, а есть внутренняя причина бытия; как дух пронизывает тело, так и божество управляет миром изнутри ко вне. Всё в природе живёт, и ничто не уничтожается. Жизнь есть метаморфоз смерти, а смерть метаморфоза жизни. Каждое существо есть монада, воспроизводящая в определенной форме монаду из монад — божество.

### Умозрительный период
В умозрительный период учение защищалось мыслителями на основании априорных выводов философии, и если к ним и присоединялись натуралисты, как Бонне, то всё же их идеи очень мало опирались на факты, и в сущности брали своё начало из того же общефилософского направления эпохи.

### Морфологический период
Начиная с Бюффона, трансформизм переходит в новый период; за то время фактический материал значительно возрос. В этот период учение нашло своего наиболее блестящего представителя в лице Ламарка. Изучение зоологией внутренней организации животных приводит к установлению четырёх типов Кювье, которое стояло в явном противоречии с идеей единства плана, на защиту которой и выступил трансформизм в лице Э. Жоффруа Сент-Илера.

### XIX век
В первой половине XIX столетия насчитывалось уже несколько групп трансформизма. Одни защищали идею архетипа, не лишенную натурфилософской подкладки. Другие, как Бори де Сен-Венсан, защищали идею Ламарка. Третьи, как Л. фон Бух, Чемберс, Гальдеман, защищали взгляды Бюффона и Ж. Сент-Илера.
Чемберс, в сочинении, напечатанном сначала анонимно («Vestiges of Creation»), доказывал, что одновременно существуют два импульса: один — это заранее предначертанный план постепенного совершенствования; другой — стоящий в зависимости от жизненных сил и обуславливающий приспособление к условиям. Изменение видов при этом происходит вследствие внезапных изменений.
К идее трансформизма склонялась и эмбриология в лице Меккеля, Вольфа, Бэра и Сэрра. Бэр считал, что было бы слишком детским взглядом рассматривать виды, как постоянные и неизменные, а Сэрр развивал идею Кильмейера и Ж. Сент-Илера относительно сходства зародышевых стадий с предками данного вида, хотя строит на этом фундаменте неверные обобщения.
Ботаники Ноден, Броун, Негели и Гофмейстер тоже приближались к трансформистским воззрениям. Из философов Герберт Спенсер высказывается за изменяемость организмов в зависимости от условий.

#### Селекционная теория
Наибольшего внимания заслуживала группа селекционистов, высказывавшая, в лице Уэльса, Патрика Мэтью и Нодена, идею подбора, лёгшую в основу гипотезы Дарвина и Уоллеса.

#### Дарвинизм
Появление книги Дарвина и одновременно с ней книги Уоллеса почти сразу изменяет картину. Дарвин выдвинул на первый план естественный отбор, а факторам Ламарка и Бюффона отводил только второстепенное место. Дарвинисты пошли ещё дальше и отрицали их значение вовсе. Гипотеза естественного отбора была обставлена такой подавляющей массой фактов, само объяснение было настолько естественно и правдоподобно, что участь идеи постоянства видов была решена навсегда и бесповоротно. Но Дарвин сделал ещё шаг: на домашних животных и на приматах, как на частных примерах, он показал блестящее применение своих идей, которые с того времени становятся руководящими при изучении биологии.
Вся эмбриология, вся сравнительная анатомия, вся палеонтология после дарвиновского периода шли по пути, им намеченному. Дарвин видел ещё при своей жизни, как эволюционное учение, возникшее в области отвлечённого мышления и пришедшее извне в биологию в виде малообоснованной гипотезы, окрепло на фактах биологии, проникло в другие отрасли положительного знания и овладело философией.